# S. Anusha Lamahewage
S. Anusha Lamahewage (* 4. Juni 1990) ist eine sri-lankische Leichtathletin, die sich auf den Langstreckenlauf spezialisiert hat.

## Sportliche Laufbahn
Erste internationale Erfahrungen sammelte S. Anusha Lamahewage beim Singapur-Marathon 2010, bei dem sie nach 3:14:00 h auf dem zehnten Platz einlief. Im Jahr darauf wurde sie beim Bangkok Standard Chartered Marathon nach 3:11:38 h Zweite und 2015 erreichte sie beim Singapur-Marathon nach 3:10:00 h Rang neun. 2016 nahm sie im 10.000-Meter-Lauf an den Südasienspielen in Guwahati teil und gewann dort in 36:11,39 min die Bronzemedaille hinter den Inderinnen Suriya Loganathan und Swati Gadhwe.
2018 wurde Lamahewage sri-lankische Meisterin im 5000- und 10.000-Meter-Lauf.

## Persönliche Bestleistungen
- 5000 Meter: 16:54,03 min, 25. Juli 2015 in Diyagama
- 10.000 Meter: 35:44,11 min, 24. Juli 2015 in Diyagama
- Marathon: 3:10:00 h, 7. Dezember 2014 in Singapur